# Flugplatz Melun-Villaroche

i7
i11
i13
Das Aérodrome de Melun-Villaroche (ICAO-Code: LFPM) ist ein Flugplatz der Allgemeinen Luftfahrt. Er liegt in der Region Île-de-France im Département Seine-et-Marne im Wesentlichen auf dem Gebiet der Gemeinden Montereau-sur-le-Jard und Limoges-Fourches etwa zehn Kilometer nördlich von Melun.
Der Flugplatz wurde früher als Militärflugplatz genutzt und ist ein Standort der Luftfahrtindustrie.

## Geschichte
Der Flugplatz Melun-Villaroche entstand bereits vor dem Zweiten Weltkrieg als ein mit zwei Graspisten ausgerüstetes ziviles Aérodrome.

### Zweiter Weltkrieg
Nach Kriegsausbruch wurde der Flugplatz von den französischen Luftstreitkräften genutzt, die hier unter anderem eine Staffel schwerer Jäger des Typs Potez 631 stationierte.
Der Flugplatz wurde im Verlauf des Westfeldzuges im Frühsommer 1940 von der deutschen Wehrmacht erobert und anschließend ein Bomber-Standort der Luftwaffe.
Erster Nutzer war ab Anfang August 1940 die I. Gruppe des Kampfgeschwaders 51 (I./KG 51). Deren Ju 88A flogen ihre Einsätze im Rahmen der Luftschlacht um England von hier bis Ende März 1941. Zwischen Anfang Juni und Anfang Oktober 1941 lag hier dann die
III. Gruppe des Kampfgeschwader 30 (III./KG 30), die ebenfalls mit Ju 88A ausgerüstet war.
An Stelle der Ju 88 war der Flugplatz im letzten Vierteljahr des Jahres 1941 Heimatbasis von He 111H der I. Gruppe des Kampfgeschwaders 55 (I./KG 55) und nach einer mehrmonatigen Pause lag hier in der zweiten Aprilhälfte 1942 die I. Gruppe des Kampfgeschwader 2 (I./KG 2), das die Do 217E flog.
Im Sommer 1944 verlegten nach Beginn der alliierten Invasion in der Normandie erneut Ju 88A/E sowie Ju 188A nach Melun. Hierbei handelt es sich um den Stab und die I. Gruppe des Kampfgeschwaders 6 (S. und I./KG 6). Der Stab verblieb hier bis Mitte Juli, während die I. Gruppe den Flugplatz schließlich Ende August 1944 räumen musste.
Der Flugplatz war in dieser Zeit Ziel eines Luftangriffs der Eighth Air Force, einer Luftflotte der United States Army Air Forces (USAAF).
Nach der Einnahme des Geländes durch alliierte Bodentruppen und notdürftiger Reparaturen wurde Advanced Landing Ground ALG A-55, so die alliierte Codebezeichnung des Flugplatzes, ab Mitte September 1944 Standort von Verbänden der Ninth Air Force. Zunächst lagen hier bis Februar 1945 die Douglas A-26 und Douglas A-20 der 416th Bombardment Group. Mit dem Vorrücken der Bodentruppen wurde Melun bis in den Sommer 1945 eine Transport- und Depotbasis. Als fliegender Verband lag hier die mit Douglas DC-3/C-47 ausgerüstete 436th Troop Carrier Group, hinzu kam die 462d Air Service Group.

### Nach 1945
Der Flugplatz verblieb zunächst noch unter amerikanischem Kommando und diente der USAAF nach einem gründlichen Wiederaufbau als Trainingsbasis. Nach Beginn des Kalten Krieges gab es auf amerikanischer Seite in den Jahren 1950/1951 Pläne den Flugplatz zu einer Transportbasis mit angeschlossenem Militärkrankenhaus auszubauen. Diese Pläne wurden jedoch nicht realisiert. Die Transportbasis entstand in Orly und das Hospital in Évreux-Fauville. Melun diente bis 1955 weiterhin in begrenztem Umfang der Pilotenschulung und wurde 1955 nach Eröffnung der Évreux-Fauville Air Base an Frankreich zurückgegeben.
Die Nutzung durch die Franzosen begann jedoch bereits kurz nach dem Krieg. 1946 entstand ein ziviles Terminal und die Firma SNECMA nutzte den Flugplatz seit 1947 zu Triebwerksversuchen. Der erste Düsenjäger startete hier im Februar 1948.
Nach 1955 unterstand der Flugplatz zunächst jahrzehntelang der Direction générale de l’armement und damit dem Verteidigungsministerium, bevor er Anfang 1982 dem Transportministerium unterstellt wurde. Seine Privatisierung erfolgte Anfang 2007 und sein Betreiber ist seither das Syndicat mixte du pôle aérien de Villaroche (SYMPAV).
Bis in die frühen 1980er-Jahre fanden hier viele Testflüge von Kampfflugzeugen der Firma Dassault statt.

## Heutige Nutzung
Neben dem lokalen Aero-club Constantine Rozanoff und diversen Traditions-Flugzeugen wird der Flugplatz von Geschäftsreiseflugzeugen angeflogen.
Die Firma SNECMA (siehe Foto oben rechts), heute Teil der SAFRAN-Gruppe betreibt am südlichen Rand des Geländes eine große Fertigungsstätte für Flugtriebwerke. Daneben sind hier weitere luftfahrttechnische Betriebe angesiedelt.
Auch die École nationale de l’aviation civile (ENAC) und das Bureau d’Enquêtes et d’Analyses pour la sécurité de l’aviation civile (BEA) nutzten die Einrichtung. In Melun befindet sich auch ein Luftfahrtmuseum.

## Zwischenfälle
- Am 26. April 1957 verunglückte eine Nord Noratlas 2501 der Französischen Luftstreitkräfte (Luftfahrzeugkennzeichen FrAF 40) bei der Landung auf dem Flugplatz Melun-Villaroche. Alle 5 Besatzungsmitglieder kamen ums Leben.[1]